# Paul André Doyen
Paul André Doyen (Cabanac-et-Villagrains, 21 giugno 1881 – Veyrier-du-Lac, 3 settembre 1974) è stato un generale francese.
Graduatosi all'École spéciale militaire de Saint-Cyr, si distinse durante la prima guerra mondiale come capitano e poi capobattaglione nell'11º Battaglione cacciatori alpini. Fu citato quattro volte, nominato cavaliere e poi promosso ufficiale della Legion d'onore. Durante la seconda guerra mondiale, come generale, comandò nel maggio 1940 il 18º Corpo d'armata durante la campagna di Francia poi, dopo la liberazione, fu a capo dell'Armée des Alpes nel marzo-maggio 1945 che penetrò in Italia e si unì alla 5ª Armata statunitense comandata dal generale Mark Clark.

## Biografia

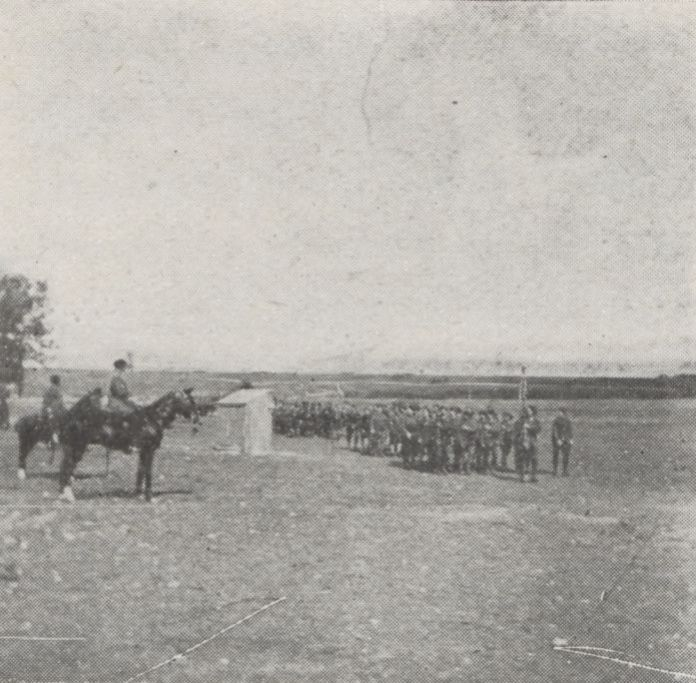
L'11º Battaglione cacciatori alpini sfilò davanti al comandante Doyen (a cavallo) nel giugno 1917

Era il figlio di Henri Doyen e Jeanne Baron. La sua famiglia paterna è dell'Alta Marna.

### Formazione
Lasciò l'École spéciale militaire de Saint-Cyr nel 1903 e fu assegnato alla fanteria.

### Prima guerra mondiale
Fu tenente all'inizio della prima guerra mondiale, poi capitano nel settembre 1914. La sua condotta nell'11º Battaglione Cacciatori Alpini gli valse la menzione e la promozione a Cavaliere della Legion d'onore il 12 luglio 1915, citato in questi termini:
Promosso comandante di battaglione al comando dell'11º Battaglione Cacciatori Alpini nel novembre 1916, rimase gravemente ferito il 19 luglio 1918 durante un combattimento sull'Ourcq. Il suo battaglione fu citato nell'ordine dell'esercito di settembre dopo questo combattimento:
La sua condotta gli valse la promozione ad ufficiale della Legion d'onore, citato in questi termini:

### Periodo tra le due guerre

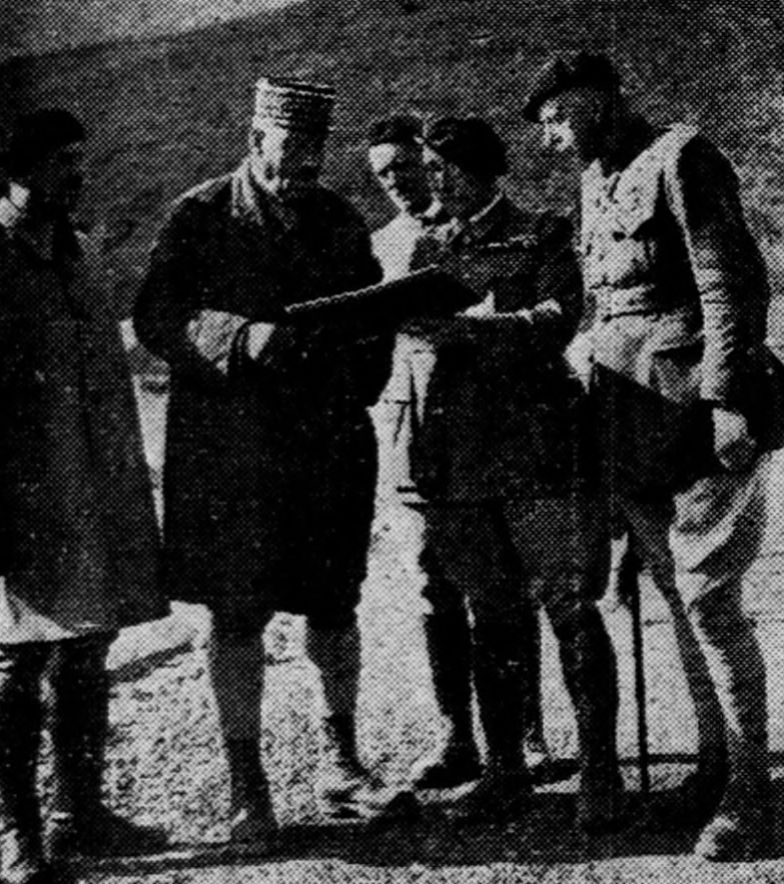
Il generale Doyen (a destra), con i generali Lestien (al centro) e Touchon (in kepi) durante una manovra nel 1938

Fu studente alla Scuola superiore di guerra tra il novembre 1919 e il novembre 1921 e se ne andò con il suo certificato di stato maggiore.
Promosso tenente colonnello nel dicembre 1928, fu nominato colonnello nel giugno 1933 e generale di brigata nel dicembre 1936.

### Seconda guerra mondiale
Nel febbraio 1939 prese il comando della 27ª Divisione di fanteria alpina, poi promosso generale di divisione nel mese di settembre, comandò il 18º Corpo d'armata nel maggio 1940 durante la campagna di Francia.
Si distinse brillantemente durante i combattimenti, che gli valsero il grado di grande ufficiale della Legion d'onore nel luglio 1941, citato in questi termini:
Dopo la sconfitta, dal 13 settembre 1940 al luglio 1941 fu capo della delegazione francese presso la Commissione tedesca per l'armistizio. Lasciò questo incarico su richiesta dei tedeschi. Successivamente fu incarcerato per due anni dal governo di Vichy tra il 1942 e il 1944. Successivamente si unì alla resistenza.
Richiamato in servizio nel febbraio 1945 dal generale Charles de Gaulle, alla fine della guerra, da marzo a maggio 1945, comandò le truppe alleate sul fronte alpino, guidando l'Armée des Alpes durante la seconda battaglia delle Alpi, distaccamento che entrò in Italia e si unì alla 5ª Armata statunitense comandata dal generale Mark Clark.
Lo sconfinamento in territorio italiano, che doveva essere secondo gli Alleati un'azione di supporto alle forze della resistenza italiana, si dimostrò un tentativo di invasione dell'Italia nord-occidentale e di annessione alla Francia della Valle d'Aosta di vaste zone del Piemonte e del levante ligure, con l'occupazione francese di Ventimiglia. Le forze francesi furono però fermate a La Thuile dalle forze del Comitato di Liberazione Nazionale Alta Italia (CLNAI) e dal fuoco degli obici della 12ª Batteria del Gruppo "Mantova" del 1º Reggimento artiglieria della 4ª Divisione alpina "Monterosa", alpini della Repubblica Sociale Italiana, in un'insolita alleanza tra partigiani italiani e soldati della RSI, dal 26 aprile fino all'8 maggio, quando arrivarono gli statunitensi, che, nel prendere in consegna le posizioni italiane, schierarono, all'altezza di Pré-Saint-Didier, una colonna di autoblindo pronte a far fuoco contro unità francesi intenzionate ad aprirsi il passaggio verso Aosta, consentendo alla fine solo ad un contingente simbolico di francesi di inoltrarsi nella valle per raggiungerne il capoluogo, dove però intanto si era ormai già insediato, sotto tutela statunitense, il nuovo prefetto partigiano nominato dal CLNAI Alessandro Passerin d'Entrèves che preparava le difese cittadine richiamando sia i partigiani sia i soldati della Repubblica Sociale per proteggere la città da un eventuale arrivo del nemico. Alle operazioni contro i francesi presero parte anche gli alpini dei battaglioni "Varese" e "Bergamo" del Reggimento alpini della 2ª Divisione granatieri "Littorio" dell'ormai disciolto Esercito Nazionale Repubblicano. Quando il maresciallo Alexander ordinò ai francesi di ritirarsi, ricevette un netto rifiuto. I soldati francesi impedirono ai partigiani non annessionisti di tornare a casa, obbligarono la popolazione all'uso unico del francese e fecero propaganda a favore dell'annessione. Il presidente Harry Truman intervenne allora di forza. La tensione salì alle stelle quando le truppe francesi e statunitensi arrivarono sul punto di uno scontro armato e solo quando Truman minacciò di non inviare più loro carburanti e munizioni i francesi si ritirarono.
Le rettifiche del confine con l'Italia furono concesse alla Francia durante il trattato di Parigi fra l'Italia e le potenze alleate del 1947 su istruzioni del generale Doyen.

### Dopoguerra
Dopo la guerra, dal 1945 al 1946, fu governatore militare di Lione. Fu un testimone dell'accusa durante il processo al maresciallo Pétain.
Fu elevato alla dignità di Gran croce della Legion d'onore il 18 giugno 1945.
Nell'ottobre 1945 fu nominato Comandante della Legion of Merit statunitense, premiato per la sua eccezionale condotta in tempo di guerra:
Il 4 giugno 1952 fu decorato della medaglia militare per il titolo di "comandante in capo", l'ultimo e il più apprezzato dei suoi riconoscimenti.
Per 25 anni fu sindaco di Veyrier-du-Lac. Molto influente tra i suoi colleghi, portò avanti insieme ad altri il progetto dell'unione intercomunale del Lago di Annecy (SICLA) creato nel 1957.
Morì il 3 settembre 1974 nella sua comunità.

## Opere
- La Campagne du détachement d'armée des Alpes: Mars, avril, mai 1945, ed. Arthaud, 1948.